# I Predict a Riot
"I Predict a Riot" é uma canção da banda britânica de rock Kaiser Chiefs. É a segunda faixa do álbum Employment e o segundo single lançado deste. A canção entrou na posição #22 da UK Singles Chart, a principal parada musical do Reino Unido, se tornando um dos primeiros sucessos da banda.

## Faixas

### Lançamento inicial
- "7 BUN088-7:

1. "I Predict a Riot"
2. "Take My Temperature"

- CD BUN088CD:

1. "I Predict a Riot"
2. "Take My Temperature"
3. "Wrecking Ball"
4. "I Predict a Riot" (Video)

### Re-lançamento
- 7", CD:

1. "I Predict a Riot"
2. "Sink That Ship"

- Maxi CD:

1. "I Predict a Riot"
2. "Less Is More"
3. "Everyday I Love You Less and Less (Boys Noize Remix)"
4. "I Predict a Riot" (Video)

## Tabelas
| Paradas (2004)                   | Melhor posição |
| -------------------------------- | -------------- |
| Escócia (Scottish Singles Chart) | 35             |
| Reino Unido (UK Singles Chart)   | 22             |
| Reino Unido (OCC UK Indie)       | 2              |